# Мінімон
Мінімон (англ. minimon) — гіпотетична частинка з найменшою можливою масою (на противагу максимону), відмінною від 0. Можливо, масу мінімона визначає максимон. В інших Всесвітах (за наявності таких) маси мінімона та максимона можуть бути іншими.
Маса мінімона лежить у діапазоні (0; 3,5·10−35] г .